# Дуб Энгельмана
Дуб Энгельмана (лат. Quercus engelmannii) — дерево, субтропический вид рода Дуб (Quercus) семейства Буковые (Fagaceae), произрастает на юге Калифорнии (США) и на северо-западе Нижней Калифорнии (Мексика).

## Ботаническое описание

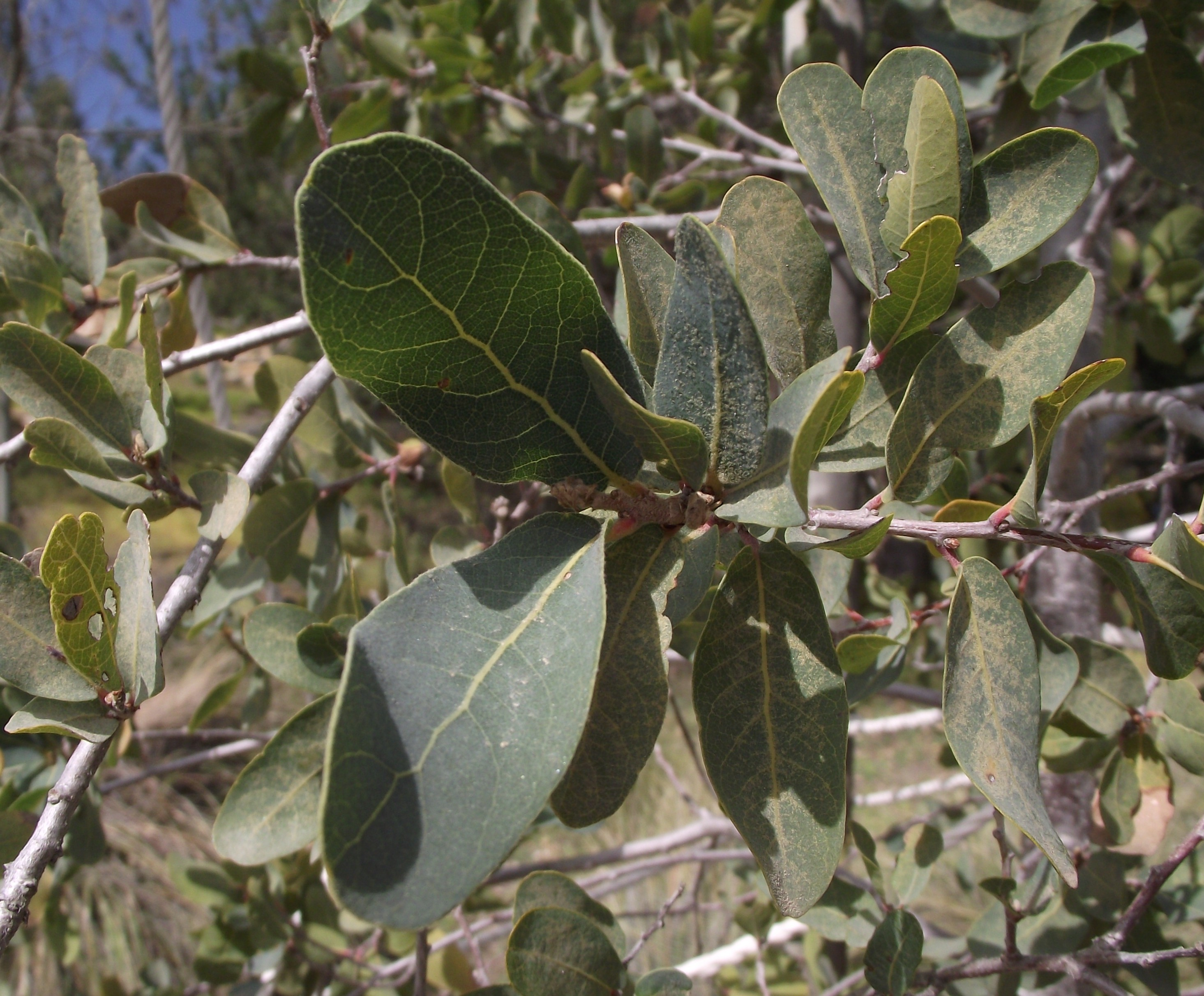
Листья Quercus engelmannii.

Quercus engelmannii — небольшое дерево, растущее до 10 м высотой, как правило, вечнозелёное, но может опадать в жаркое и сухое лето. Крона округлая или эллиптическая. Кора толстая, бороздчатая, светло-серо-коричневая. Листья кожистые 3–6 см в длину и 1–2 см в ширину, сине-зелёного цвета. Могут быть плоскими или волнистыми с гладкими краями. Цветки — серёжка. Плод — жёлудь длиной 1,5–2,5 см, созревающий через 6–8 месяцев после опыления.
Древесина тёмно-коричневая и прочная, однако при высыхании коробится и расщепляется из-за чего имеет низкую ценность при использовании.

## Распространение и местообитание
Ареал дуба простирается от предгорий хребта Сан-Гейбриел на востоке округа Лос-Анджелес до хребта Санта-Ана в округе Ориндж и от западных предгорий и местностей хребтов полуострова в округах Риверсайд и Сан-Диего, простираясь до хребтов северной части Нижней Калифорнии Сьерра-де-Хуарес и Сьерра-де-Сан-Педро-Мартир. Обычно встречается в саваннах и редколесье сухой прибрежной равнины, но не выше 1300 м над уровнем моря, где преобладает холодная зима. У дуба Энгельмана меньший ареал, чем у большинства калифорнийских дубов, а рост пригородов в долине Сан-Гейбриел искоренило дубы в большей части северной части ареала. Самые большие популяции дуба находятся на плато Санта-Роза, недалеко от Марриеты в округе Риверсайд, и на Чёрной горе возле Рамоны в округе Сан-Диего.
Ископаемые находки показывают, что этот вид когда-то имел более широкий ареал, который простирался через пустыни Мохаве и Сонора в восточную Калифорнию и Аризону. Этот вид наиболее часто встречается вместе с белым дубом Аризоны Q. arizonica и голубым дубом Аризоны Q. oblongifolia, которые являются нативными для субтропических сосновых дубовых лесов Аризоны и северной Мексики. Дуб Энгельмана считается самым северным видом субтропического дуба, который был изолирован от своих ближайших родственников на востоке юго-западными пустынями.